# Halliburton
Halliburton est une entreprise parapétrolière internationale et un des plus grands fournisseurs de produits, services et de solutions intégrés pour l'exploration, le développement et la production dans l'industrie pétrolière et gazière dans le monde. Halliburton est présent dans plus de 70 pays avec des centaines de filiales, sociétés affiliées, succursales, des marques et des divisions dans le monde entier. Le groupe emploie, en 2023, 47 000 personnes.

## Histoire

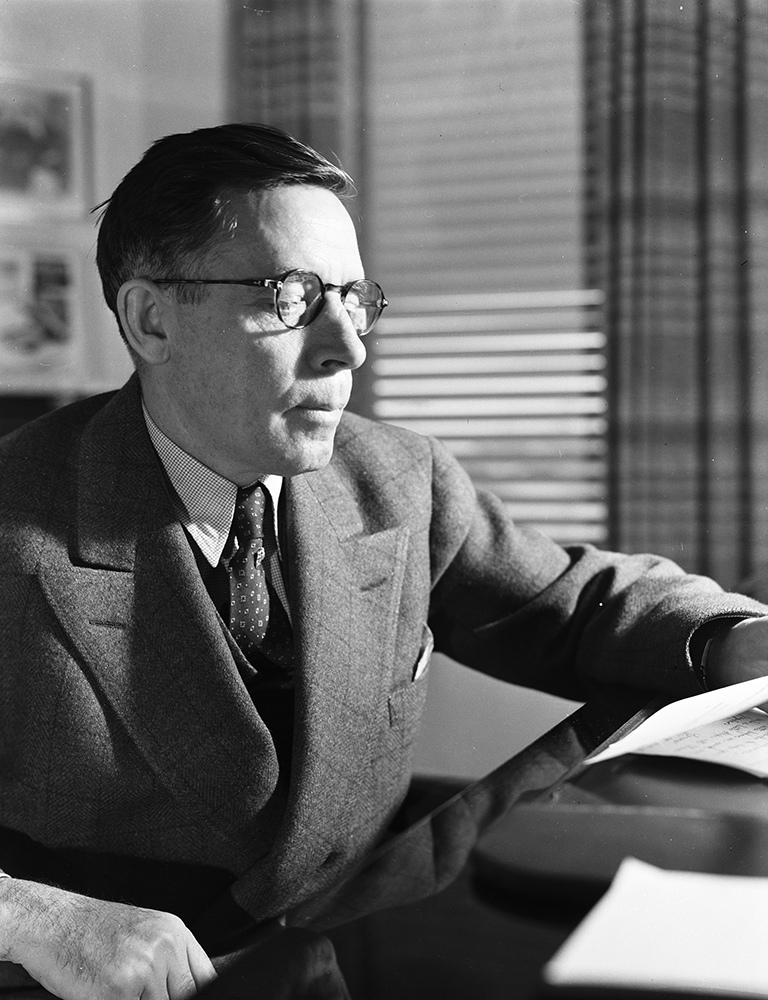
Erle P. Halliburton en 1940.

Elle est fondée juste après la Première Guerre mondiale (en 1919) à Dallas au Texas par Erle P. Halliburton (en). Né en 1892 dans une famille pauvre du Tennessee, ce passionné de mécanique a commencé à travailler dès l'âge de quatorze ans, enchaînant les petits boulots avant de trouver une place chez Aldmond A. Perkins, une entreprise de construction de puits de pétrole du Texas. C'est là, alors que le boom du pétrole texan bat son plein, qu'il apprend le métier qui fera plus tard sa fortune : le bétonnage des puits, une technique encore peu employée et qu'il perfectionne. En 1919, il décide de se mettre à son compte et fonde la New Method Oil Well Cementing Company, rebaptisée Halliburton Oil Well Cementing Company en 1924. Utilisant des techniques très innovantes, la firme s'impose très vite comme l'un des principaux équipementiers des États-Unis. La crise des années 1930 vient remettre en cause son développement. Afin de compenser la chute de ses marchés, Erle Halliburton tente de se diversifier dans l'aviation de transport. Mais il se heurte au refus catégorique de l'administration. Amer, il professera toujours un grand mépris pour les politiciens de Washington. 
KBR a longtemps (durant 44 ans) été une importante filiale de Halliburton. KBR est spécialisé dans la construction de raffineries, pipelines et usines chimiques. Halliburton s'est complètement séparé de cette branche en 2007 (annonce faite le 5 avril 2007).
En novembre 2014, Halliburton annonce l'acquisition Baker Hughes, une entreprise américaine de services pour les entreprises pétrolières pour 35 milliards de dollars. En mai 2016, la fusion entre Halliburton et Baker Hughes est définitivement annulée en raison des avis des autorités de la concurrence américaine et européennes.
En juillet 2017, Halliburton annonce l'acquisition de Summit ESP, un fournisseur leader de technologies et de services de pompes électriques submersibles (ESP), pour un montant de 580M$.

## Principaux actionnaires

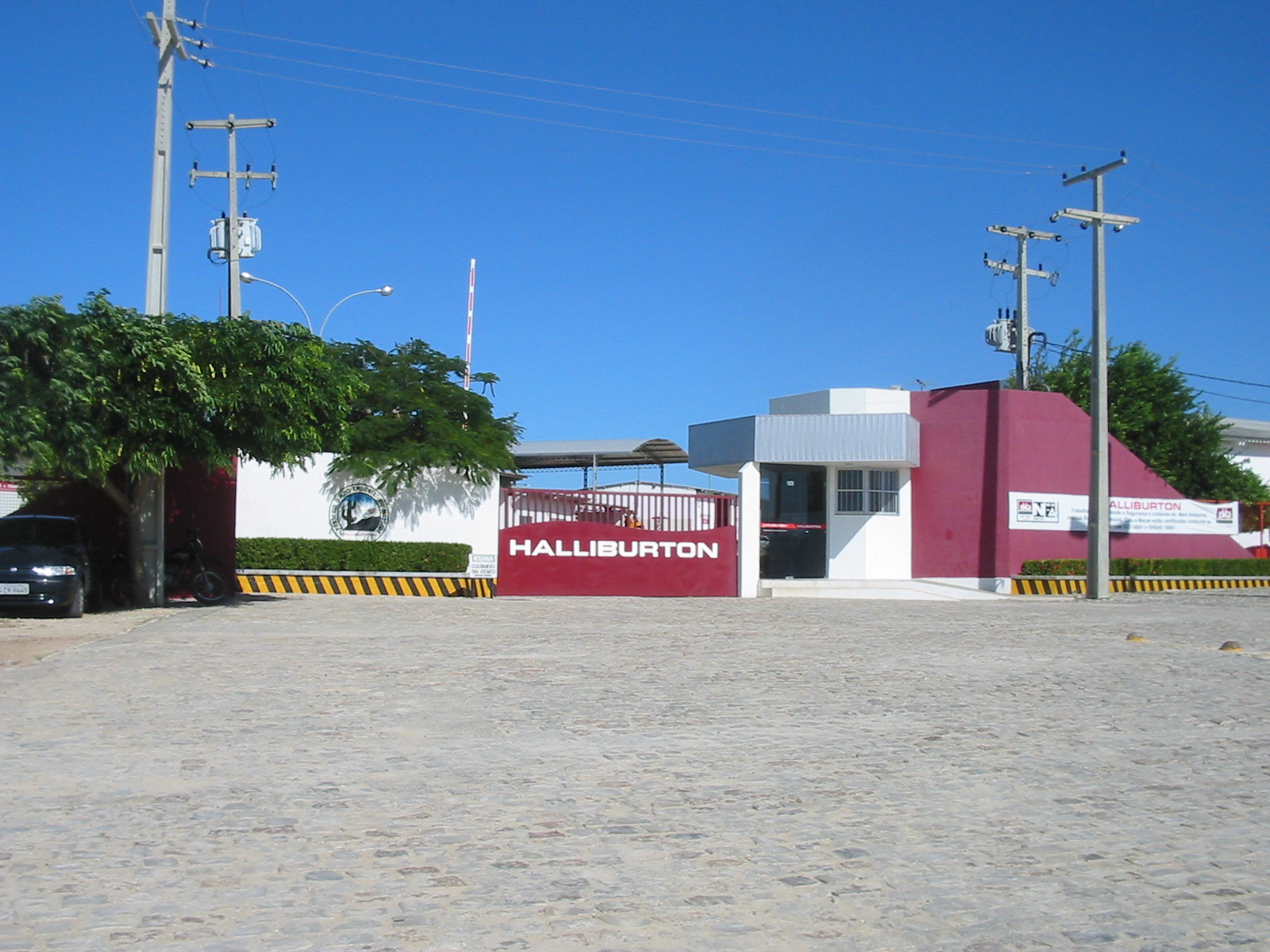
Bâtiment de la multinationale Halliburton, ici à Mossoró, au Brésil

Au 30/09/2023.
| The Vanguard Group                                   | 10,8%  |
| Capital Research & Management Co. (World Investors)  | 9,784% |
| Capital Research & Management Co. (Global Investors) | 3,943% |
| Sanders Capital LLC                                  | 2,528% |
| Geode Capital Management LLC                         | 4,10%  |
| Boston Partners Global Investors, Inc.               | 1,977% |
| Pzena Investment Management LLC                      | 1,482% |
| Fidelity Management & Research Co. LLC               | 1,447% |
| Norges Bank Investment Management                    | 1,293% |
| Union Investment Privatfonds GmbH                    | 1,223% |

## Activité
Elle fournit des services aux entreprises d'exploration et de production pétrolière, mais elle n'est pas elle-même une société d'exploitation. Elle s'est développée dans les secteurs des forages pétroliers  à terre (onshore), en mer (offshore) et notamment en eaux profondes (deepwater). L'exploitation du gaz de schiste est aussi une partie importante de son activité puisqu'Halliburton est le leader mondial dans ce domaine.
Cette firme est active dans la localisation des ressources en pétrole, gaz naturel, gaz de schiste et schistes bitumineux, dans les forages d'exploration, de prospection et dans la construction de puits de production, en passant par l'acquisition et la gestion des données géologiques, l'optimisation de la production des puits et champs pétrolifères ou gaziers, la formation, l’évaluation des performances des puits, etc. Halliburton, à travers tous les services proposés, couvre toutes les activités nécessaires aux compagnies pétrolières afin d'exploiter les gisements de pétrole ou de gaz.

### Energy Services
Halliburton comprend 14 services et les a regroupés en deux Divisions distinctes. La Division "Drilling and Evaluation" (Forage et Evaluation) et la Division "Completion and Production" (Achèvement et Production) . En support pour ces deux Divisions, elle offre également des services de Gestion de Projet (Management Project) mais aussi à travers Landmark & Consulting, des softwares dédiés aux besoins de l'industrie pétrolière et gazière, des services de production de modélisation et calcul numérique, des solutions pour augmenter le volume de production. Autre domaine dont l'entreprise est en pointe, c'est la fracturation hydraulique ou hydrosiliceuse du sous-sol (dite « fracking ». Halliburton est le leader mondial dans ce domaine, n’ayant que peu de concurrents (Schlumberger, suivi de Weatherford International, et Baker Hughes). 

### Fournisseurs de l'armée américaine
Halliburton à travers sa filiale KBR a été un fournisseur officiel de matériel pour l'armée. C'était du temps où KBR faisait partie intégrante d'Halliburton. Aujourd'hui, ce n'est plus le cas puisque les entités Halliburton et KBR ont été séparées en avril 2007. Aujourd'hui, KBR est une entreprise indépendante qui n'a plus aucun lien avec Halliburton.

## Implantations

### Siège social
Le siège de l'entreprise se situe dans le quartier Belt office de Houston, au Texas. En mars 2007, elle s'est dotée d'un siège secondaire dans ses bureaux de Dubaï (Émirats arabes unis) avec l’objectif de développer la société dans ce que les anglophones appellent «  l’Hémisphère est » (la moitié du monde englobant l’Eurasie et l’Afrique), mais  la société a annoncé qu’elle resterait attachée aux États-Unis,,.

### Localisations principales aux États-Unis
L'entreprise possède divers bureaux régionaux aux États-Unis, à 
- Anchorage (Alaska),
- Bakersfield (Californie),
- Denver,
- Lafayette (Louisiane),
- Oklahoma City (Oklahoma),
- Farmington (Nouveau-Mexique),
- Naples (Utah)
- Odessa (Texas).

Les principaux bureaux internationaux sont basés dans les pays suivants :
- Canada,
- Mexique,
- Venezuela,
- Colombie,
- Argentine,
- Panama,
- Bolivie,
- Brésil,
- Équateur,
- Algérie,
- Angola,
- Égypte,
- Côte d’Ivoire,
- Gabon,
- Nigeria,
- Cameroun,
- République du Congo,
- Libye,
- Autriche,
- Allemagne,
- Italie,
- Pays-Bas,
- Norvège,
- Royaume-Uni,
- France,
- Espagne,
- Australie,
- Chine,
- Inde,
- Thaïlande,
- Malaisie,
- Indonésie,
- Vietnam,
- Japon,
- Singapour,
- Émirats arabes unis,
- Oman,
- Yémen,
- Arabie saoudite.

### Conflit en Ukraine
Le 18 mars 2022, Halliburton a fait le communiqué suivant : 
Halliburton Company (NYSE : HAL) a annoncé aujourd'hui qu'elle suspendait immédiatement ses activités futures en Russie, la société se conformant aux sanctions interdisant les transactions et les travaux, y compris pour certains clients russes appartenant à l'État. Halliburton donnera la priorité à la sécurité et à la fiabilité alors que nous mettrons fin à nos opérations restantes en Russie. Il y a plusieurs semaines, la société a interrompu toutes les expéditions de pièces et de produits spécifiques sanctionnés vers la Russie. Halliburton n'y possède aucune coentreprise active.
« La guerre en Ukraine nous attriste profondément. Nous avons des employés en Ukraine et en Russie, et le conflit a un impact considérable sur nos employés, leurs familles et leurs proches dans toute la région », a déclaré Jeff Miller, président-directeur général d'Halliburton. « Depuis le début de ce conflit, nous avons donné la priorité à la sécurité des employés et au respect de toutes les sanctions ».

### Centres technologiques
Halliburton dispose de 12 centres technologiques et de recherche ou formation dans plusieurs pays, dont :
- Duncan (Oklahoma),
- Carrollton (Texas),
- Houston (Texas),
- Stavanger (Norvège),
- Pune (Inde)
- Singapour.

## Gouvernance
Le Groupe a eu pour PDG de 1995 à 2000 le vice-président américain de l'administration Bush (2001-2009), Dick Cheney. Aujourd'hui, le PDG de l'entreprise Halliburton est Jeff Miller. Il est en poste depuis 2017 et est devenu Chairman of the Halliburton Board en 2019.

## Controverses

### Impact environnemental
(janvier 2025).
Les nouvelles méthodes d'exploration et de production de gaz sont suspectées d'être sources de graves dommages pour l'environnement et la santé. La compagnie, ainsi que 8 autres offrant les mêmes services, est cependant invitée (avec mise en demeure en cas de refus) par le gouvernement américain et l'EPA[Quoi ?] à produire la liste des produits chimiques contenus par les fluides de fracturation hydraulique et donner des précisions sur ses modes opératoires et d'évaluation.

### Guerre d'Irak
Le président de la commission de contrôle du gouvernement à la Chambre des représentants, Henry Waxman (en), a dénoncé des marchés attribués sans procédure d'appels d'offres à l'entreprise KBR, à l'époque filiale d'Halliburton. 
Le directeur de KBR de l'époque, Al Neffgen, a comparu devant la Chambre des représentants en 2004 pour défendre les surfacturations effectuées par KBR sur les services fournis à l'armée.

## Dans la culture
L'entreprise Point Corp, au centre de la conspiration du film Jeux de pouvoir, présente quelques similitudes avec KBR, alors encore filiale d'Halliburton. Point Corp dans le film s'enrichit en devenant un des fournisseurs privilégiés de l'armée des États-Unis en Irak et avec les contrats passés après les destructions du cyclone Katrina en Louisiane.